# Казе д'Амико (Пескара)
Казе д'Амико (итал. Case d'Amico) је насеље у Италији у округу Пескара, региону Абруцо.
Према процени из 2011. у насељу је живело 33 становника. Насеље се налази на надморској висини од 144 м.